# سلوكية راديكالية
السلوكية الراديكالية ، أو التحليل المفهومي للسلوك ، كان رائدها بورهوس فريدريك في كتابه «فلسفة علم السلوك». والذي يشير إلى الفلسفة خلف تحليل السلوك والتي يمكن تمييزها عن المنهجية السلوكية والتي تركز بكثافة على السلوكيات الملحوظة عن طريق إدراج الأفكار والعواطف وغيرها من الأنشطة العقلية الداخلية في التحليل وتنظير علم النفس الإنساني والحيواني. البحث في تحليل السلوك يسمى تحليل السلوك التجريبي وتطبيق هذا المجال يسمى تحليل السلوك التطبيقي (ABA).

## السلوكية الراديكالية كعلم طبيعي
السلوكية الراديكالية ترث من المدرسة السلوكية موقفها حيث علم السلوك هو علم طبيعي أو الاعتقاد بأن سلوك الحيوان يمكن دراسته بشكل مربح مقارنة مع السلوك البشري مع التركيز القوي على البيئة كمسبب للسلوك، والتركيز على العمليات المشاركة في تعديل السلوك. السلوكية الراديكالية لا تدعي أن الكائنات الحية هي صفحة بيضاء لا يتأثر سلوكها بالمؤثرات الجينية والبيولوجية. بل ببساطة يؤكد أن العوامل القابلة للاختبار تلعب دورا رئيسيا في تحديد سلوك العديد من الكائنات الحية المعقدة  وأن دراسة هذه العوامل هو مجال رئيسي في مجال البحوث.
السلوكية الراديكالية تختلف عن المنهجية السلوكية إلى حد كبير من خلال تركيزها الشديد على الاشراط الاستثابي، أي استخدامها للمصطلحات الفقهية (المصطلحات) والميل إلى تطبيق مفاهيم تعزز فلسفة الحياة اليومية، خاصة في علاج التجارب الخاصة كتعديل للسلوك.[بحاجة لمصدر]
الطريقة الأكثر دقة لوصف السلوكية الراديكالية بوصفها «جذرية» هو أن نفهم أن حالات مثل التطور وانقسام الخلايا هي مجرد حوادث تحدث فقط حيث لا يوجد أي طرف آخر يساعد في هذا التحول، إلا أنه يمكن شرحها عن طريق أحداث طبيعية أخرى. فيجب عدم محاولة شرحها عن طريق كيانات غير حسية كالأشباح. ولذلك نستنتج أن الأحداث الطبيعية يمكن فحصها في ما يتعلق بالبيئة في الماضي والحاضر من خلال تأثيرهم على البشر.

### مفاهيم خاطئة شائعة
على الرغم من أن هناك العديد من الانتقادات لعمل سكينر فإن العديد من الكتب والمنظرين مثل نعوم تشومسكي  أو علم النفس بافلوف حيث يقولون أن هذا يحد من النهج. وعلى الرغم من أن علم النفس المعاصر يرفض العديد من استنتاجات سكينر فإن عمله في الاشراط الاستثابي الذي  يؤكد على أهمية العواقب في تعديل الاستجابات التمييزية التي تكون مفيدة عندما توضع جنبا إلى جنب مع الفهم الحالي حول تفرد تطور الفكر الإنساني على الحيوانات الأخرى.
كثير من الكتب [مِمَن؟]
```
يقولون ان السلوكية الراديكالية تؤكد على موقف الحيوانات (بما في ذلك البشر) بوصفها مجرد متلقيين سلبيين يقومون بالتكيف، حيث يفشل ذلك في أن يأخذ في الاعتبار أن:
```

- السلوك الفاعل يسمى فاعلا لأنه يؤثر على البيئة
- السلوك الفاعل ناتج ولا يتم استقباله فالحيوانات توثر على البيئة فتؤثر البيئة بالمقابل عليهم، أو
- نتيجة السلوك يمكن أن يكون في حد ذاته حافزا; لا يقدم أي شيء من أجل حدوث تشكيل.

السلوكية الراديكالية يتم رفضه في كثير من الأحيان كمنطقية وضعية. المؤيديون لسكينر يقولون بأنه لم يكن منطقي وضعي بل أكد على أهمية الأفكار كسلوك. هذا الموقف صار واضحا تماما في المدرسة السلوكية. يبدو أن أوضح موقف للسلوكية الراديكالية هو الحركة المعروفة  فلسفيا باسم البراغماتية الأمريكية.
لاستعراض وموجز كتاب سكينر السلوك اللفظي راجع المقالة السلوك اللفظي.

## الأساسيات: علم النفس الفاعل
اعتقد سكينر أن الاوضاع الكلاسيكية لا تعوض عن السلوك الذي يهتم به معظمنا مثل ركوب الدراجة أو كتابة كتاب. ملاحظاته أدت به إلى اقتراح نظرية عن كيفية حدوث هذه السلوكيات المسماة «فاعلة».
حرفيا فإنه في  الاشراط الاستثابي، الفاعل هو نشاط المنبعث تنتج عنه تغيرات في العالم (أي تنتج عواقب) مما يغير احتمالية حدوث السلوك مرة أخرى.
كما هو ممثل في الجدول أدناه، فالاشراط الاستثابي له مقصدين أساسيين (زيادة أو خفض احتمال حدوث سلوك معين في المستقبل)، والتي يتم إنجازه عن طريق إضافة أو إزالة واحدة من نوعين أساسيين من المحفزات الإيجابية اللطيفة أو السلبية المكروهة.
| نوع التحفيز | التأثير: زيادة السلوك                  | التأثير: انخفاض السلوك                                   |
| ----------- | -------------------------------------- | -------------------------------------------------------- |
| تحفيز مرغوب | إضافة تحفيز مشبع: تعزيز ايجابي (R+)    | إزالة تحفيز مشبع: معاقب سلبي أو استجابة تكلف العقاب (P−) |
| تحفيز مكروه | إزالة التحفيز المكروه: تعزيز سلبي (R−) | إضافة تحفيز مكروه: معاقب سلبي (P+)                       |

وبعبارة أخرى:
- إذا كان احتمال حدوث السلوك مرتفع نتيجة تقديم التحفيز فإن التحفيز هو إيجابي ومعزز (R+).
- إذا كان احتمال حدوث السلوك مرتفع نتيجة سحب التحفيز فإن التحفيز هو سلبي ومعزز (R−).
- إذا كان احتمال حدوث السلوك منخفض نتيجة تقديم التحفيز فإن التحفيز هو معاقب ايجابي (P+).
- إذا كان احتمال حدوث السلوك منخفض نتيجة سحب التحفيز فإن التحفيز هو  معاقب سلبي أو استجابة كلفت العقاب (P−).

التعزيز السلبي والعقاب غالبا ما يتم الخلط بينهم. من المهم أن نلاحظ أن التعزيز هو أي شيء يزيد من احتمالية حدوث السلوك مرة أخرى. والمعاقب دائما ما يقلل السلوك.
الظروف الأداتية هو تعبير آخر للاشراط الاستثابي حيث نجده مرتبط بشكل وثيق بالعلماء الذين درسوا الجري في المتاهة. سكينر كان رائدا لتقنية الحرة الاشراط الاستثابي، حيث تستجيب الكائنات الحية في أي وقت أثناء جلسة تجريبية مطولة. وهكذا فإن المتغير الخاص بسكينر عادة هو معدل الاستجابة وليست الأخطاء الحادثة أو سرعة اجتياز متاهة.
الاشراط الاستثابي يخبرنا عن مستقبل الكائنات الحية: أنه في المستقبل، السلوك المعزز سوف يكون من المرجح أن يحدث في كثير من الأحيان.

## شرح السلوك وأهمية البيئة
جادل  جون بي واتسون ضد استخدام الإشارات إلى الحالة العقلية واشار أن علم النفس يجب أن يدرس السلوك مباشرة وعقد المناسبات الخاصة فمن المستحيل دراسة ذلك علميا. سكينر رفض هذا الموقف المتنازل عن أهمية التفكير والمشاعر الداخلية «السلوك الداخلي» في تحليله. سكينر لم يرى الحقيقة في الموافقة كما فعل واتسون ولذلك لم يكن مرتبطا فقط بالملاحظة.
في وقت واتسون (أيام سكينر الأولى)، كان يعتقد أن علم النفس كان في وضع غير مؤات كعلم لأن التفسيرات السلوكية يجب أن تأخذ علم وظائف الأعضاء في الاعتبار. الم نكن نعرف سوى القليل عن علم وظائف الأعضاء في ذلك الوقت. لكن سكينر قال بأن التحليلات السلوكية للظواهر النفسية هي «بمقدار صحة» التحليلات الفسيولوجية.  بهذا القول أخذ منهجا غير  اختزالي نحو علم النفس. لكن سكينر اعاد تعريف السلوك ليشمل «كل ما يفعله الكائن الحي»، بما في ذلك التفكير والشعور والكلام وجادل بأن هذه الظواهر كانت موضوعات صالحة. (كانت المشكلة أن المشاهدات الرصدية والقياس كانت مستحيلة في كثير من الأحيان.) مصطلح الراديكالية السلوكية يشير إلى هذا: أن كل ما يفعله الكائن الحي هو سلوك.

## الأحداث الخاصة عند السلوكيين الراديكاليين
السلوكية الراديكالية تختلف عن غيرها من أشكال المدرسة السلوكية في أنها تعامل كل ما نقوم به على أنه سلوك، بما في ذلك الأحداث الخاصة مثل التفكير والشعور. على عكس السلوكية الخاصة بـ جون بي واتسون والتي لا تعتبر الأحداث الخاصة كظاهرة نفسية ولكن ينظر إلى ها كموضوع لنفس مبادئ التعلم والتعديل كما تم اكتشافه في السلوك العلني. على الرغم من أن الأحداث الخاصة ليست أحداث تُلاحظ علنا، ولكن السلوكية الراديكالية تقبل أن كلا منا هو ملاحظ سلوكه الخاص.

## الامتداد
هناك مدارس للراديكالية السلوكية في  تدريب الحيوان، الإدارة، الممارسة السريرية و التعليم. آراء سكينر السياسية تركت بصماتها القليلة حيث يؤمن بها فئة قليلة من المجتمعات اليوتوبية مثل لوس هوركونس وفي بعض التحديات الحالية للتحكم في سلوك الإنسان والحيوان.
نظريات سكينر عن السلوك اللفظي شهدت تطبيق على نطاق واسع في علاجات التوحد عند الأطفال والتي تعتمد على تحليل السلوك التطبيقي (ABA).

## انتقادات
نقد المدرسة السلوكية ينصب على ضعفها النظري بالإضافة إلى طرقها الجامدة. يعتبر علماء النفس اليوم هذه الطريقة الكلاسيكية من المدرسة السلوكية خاطئة،  لأن البحوث الحديثة أثبتت بوضوح دور العملية العقلية في علم النفس. في سطر تطبيقي بواسطة عالم النفس مارتن سيلجمان أوضح عجز المدرسة السلوكية في شرح العجز المكتسب. فمثلا الكلاب التي تم وضعها قبلا في أقفاص مكهربة الأرضية لم تحاول اكتشاف أرضية الأقفاص الغير مكهربة لاحقا، بل استلقت أرضا واستمرت في المعاناة، مما يوحي بفقدان الكلاب تحكمها في بيئتها، ولذلك لم تحاول الكلاب الخروج من هذا المؤثر المؤلم حتى عند قدرتها على ذلك! ولذلك تتوقع المدرسة السلوكية عجز الكلاب على القيام بمثل هذا الحكم، حيث دائما ما نحاول تجنب المؤثرات المؤلمة.

## مزيد من القراءة
- Wyatt, W. Joseph (2001). "Some Myths about Behaviorism That Are Undone in B.F. Skinner's 'The Design of Cultures'". Behavior and Social Issues, (11)1, pp. 28–30.
- Gaynor, Scott T. (2004). "Skepticism of caricatures: B.F. Skinner turns 100" نسخة محفوظة 9 مارس 2016 على موقع واي باك مشين.. The Skeptical Inquirer, 28(1), pp. 26–29.

## وصلات خارجية
- Behavior and Social Issues[وصلة مكسورة]
- Journal of the Experimental Analysis of Behavior نسخة محفوظة 26 مارس 2005 على موقع واي باك مشين.
- Journal of Applied Behavior Analysis
- The Behavior Analyst
- The Psychological Record نسخة محفوظة 21 أكتوبر 2019 على موقع واي باك مشين.
- B.F. Skinner Foundation